# Obo (prefekturhuvudort)
Obo är en prefekturhuvudort i Centralafrikanska republiken.   Den ligger i prefekturen Haut-Mbomou, i den östra delen av landet, 900 km öster om huvudstaden Bangui. Obo ligger 639 meter över havet och antalet invånare är 12 887.
Terrängen runt Obo är platt. Det finns inga andra samhällen i närheten. 
I omgivningarna runt Obo växer huvudsakligen savannskog. Trakten runt Obo är nära nog obefolkad, med mindre än två invånare per kvadratkilometer.